# Ischnothyreus flagellichelis
Ischnothyreus flagellichelis là một loài nhện trong họ Oonopidae.
Loài này thuộc chi Ischnothyreus. Ischnothyreus flagellichelis được Xing Xu miêu tả năm 1989.